# 夏菊花
夏菊花（1937年—），女，安徽潜山人，中华人民共和国杂技表演艺术家。毕业于江汉大学文秘专业。曾任中国杂技艺术家协会主席、中国文联副主席。中国共产党党员，第三、六、七、八、九、十、十一届全国人大代表，第四、五届全国人大常委会委员。

## 生平
夏菊花年幼时跟着夏家班子表演杂技，1950年代在汉口民众乐园成名。“顶碗”是她的招牌项目，曾获莫斯科第六届世界青年联欢节金质奖章。夏菊花曾出访40多个国家，有“杂技外交家”之称。